# Назарина Єгор Анатолійович
Єгор Анатолійович Назарина (нар. 10 липня 1997, Прилуки) — український футболіст, центральний півзахисник донецького «Шахтаря» та національної збірної України. 

## Кар'єра
Вихованець ДЮФШ «Європа» міста Прилуки. Займався в школі «Динамо» Київ. Після того, як не потрапив в заявку на фінальний турнір в чемпіонаті України, вирішив приїхати в Дніпро та виступати за місцевий «Дніпро».
За першу команду дебютував 20 травня 2017 року в матчі української Прем'єр-ліги проти «Сталі» (1:0). Цей матч так і залишився єдиним для гравця того сезону, але з сезону 2017/18, коли клуб було через борги відправлено в Другу лігу, став одним з основних гравців і лідерів «Дніпра».
29 грудня 2017 року підписав 3,5 річний контракт з бельгійським клубом «Антверпен». Дебют за нову команду відбувся 21 січня 2018 року в матчі чемпіонату Бельгії проти «Брюгге» (2:2), в якому Назарина вийшов на поле за три хвилини до закінчення основного часу. У бельгійському чемпіонаті зіграв 17 матчів.
2 вересня 2019 року був відправлений в оренду до «Карпат». у футболці львівського клубу дебютував 14 вересня 2019 року в переможному (2:1) домашньому матчі 7-го туру Прем'єр-ліги проти полтавської «Ворскли». Єгор вийшов на поле в стартовому складі, а на 76-й хвилині його замінив Фране Войковіц. Дебютним голом у футболці «зелено-білих» відзначився 28 вересня 2019 року на 28-й хвилині програного (1:2) домашнього поєдинку 9-го туру Прем'єр-ліги проти ковалівського «Колоса». Назарина вийшов на поле в стартовому складі та відіграв увесь матч. У складі «Карпат» зіграв 16 матчів, в яких відзначився 5-а голами. Ще наприкінці березня 2020 року інтернет-видання UA-Футбол розповсюдило інформацію, за якою Єгор Назарина влітку повинен залишити «Карпати» й повернутися в «Антверпен». Проте в зв'язку з достроковим закінченням для львівського клубу чемпіонату України, вже 24 червня 2020 року залишив розташування «зелено-білих».
28 липня 2020 року підписав 3-річний контракт із «Зорею». У новій команді отримав футболку з 27-м ігровим номером.

## Статистика

### Матчі за збірну
Станом на 10 червня 2025 року
| Дата       | Місто    | Господарі     | Результат | Гості   | Турнір                              | Голи | Примітки |
| ---------- | -------- | ------------- | --------- | ------- | ----------------------------------- | ---- | -------- |
| 09-09-2023 | Вроцлав  | Україна       | 1 – 1     | Англія  | Відбір до ЧЄ 2024                   | -    | 90'      |
| 17-10-2023 | Та-Калі  | Мальта        | 1 – 3     | Україна | Відбір до ЧЄ 2024                   | -    | 67'      |
| 20-03-2025 | Марбелья | Україна       | 3 – 1     | Бельгія | Ліга націй УЄФА 2024—2025 - плей-оф | -    | 88'      |
| 10-06-2025 | Торонто  | Нова Зеландія | 1 – 2     | Україна | товариський матч                    | -    |          |
| Усього     |          | Матчів        | 4         |         | Голів                               | 0    |          |

## Титули та досягнення
«Шахтар»
- Чемпіон України: 2022/23, 2023/24
- Володар Кубка України: 2023/24, 2024/25